# Distância de renderização
Em computação gráfica, distância de renderização (distância de visualização ou Draw distance) é a distância máxima dos objetos em uma cena tridimensional que são desenhados pelo mecanismo de renderização. Polígonos que estejam além da distância de renderização não serão renderizados na tela.
A distância de renderização requer definição porque um processador que precisa renderizar objetos a uma distância infinita desaceleraria o aplicativo a uma velocidade inaceitável. À medida que a distância de visão aumenta, polígonos mais distantes precisam ser desenhados na tela, os quais seriam regularmente recortados. Isto requer mais poder computacional; a qualidade gráfica e o realismo da cena aumentarão à medida que a distância de visão aumentar, mas o desempenho geral (quadros por segundo) diminuirá. Muitos jogos e aplicativos permitirão que os usuários definam manualmente a distância de visão para equilibrar desempenho e recursos visuais.

## Problemas em jogos mais antigos
Os jogos mais antigos tinham distâncias de visão muito mais curtas, mais perceptíveis em cenas vastas e abertas. Em muitos casos, objetos ou terrenos antes distantes apareciam repentinamente sem aviso à medida que a câmera se aproximava deles, um efeito conhecido como "gráficos pop-up", "pop-in" ou "draw in". Esta é uma marca registrada da curta distância de visão e ainda afeta jogos grandes e abertos, como a série Grand Theft Auto e Second Life. Em jogos mais recentes, esse efeito geralmente é limitado a objetos menores, como pessoas ou árvores, um contraste com jogos mais antigos, onde enormes pedaços de terreno podem aparecer repentinamente ou desaparecer junto com objetos menores. O jogo Fórmula 1 97 do PlayStation oferecia uma configuração para que o jogador pudesse escolher entre distância de visão fixa (com taxa de quadros variável) e taxa de quadros fixa (com distância de visão variável).

## Alternativas
Um truque comum usado em jogos para disfarçar uma curta distância de visão é obscurecer a área com uma névoa distante. Métodos alternativos foram desenvolvidos para contornar completamente o problema usando manipulação de nível de detalhe. Black & White foi um dos primeiros jogos a usar nível de detalhe adaptável para diminuir o número de polígonos em objetos à medida que eles se afastavam da câmera, permitindo uma enorme distância de visão enquanto mantinha os detalhes em visualizações de perto.
The Legend of Zelda: The Wind Waker usa uma variante do nível de programação de detalhe. O mundo superior do jogo é dividido em 49 quadrados. Cada quadrado possui uma ilha dentro dele; as distâncias entre a ilha e os limites da praça são consideráveis. Tudo dentro de um quadrado é carregado quando inserido, incluindo todos os modelos usados em visualizações aproximadas e animações. Utilizando o item telescópio, pode-se ver o quão detalhadas são até mesmo áreas distantes. Entretanto, as texturas não são exibidas; eles desaparecem à medida que nos aproximamos da ilha da praça. As ilhas fora do quadrado atual são menos detalhadas – no entanto, estes modelos de ilhas distantes não degeneram mais do que isso, embora algumas destas ilhas possam ser vistas de qualquer outro lugar do mundo superior. Tanto em áreas internas quanto externas, não há neblina distante; no entanto, existem algumas áreas onde o nevoeiro "à distância" é usado como efeito atmosférico. Como consequência da atenção dos desenvolvedores aos detalhes, no entanto, algumas áreas do jogo apresentam taxas de quadros mais baixas devido ao grande número de inimigos na tela.
Halo 3 é reivindicado por seus criadores na Bungie como tendo uma distância de visão superior a 14 milhas, o que é um exemplo das distâncias de visão amplamente melhoradas possibilitadas pelos consoles de jogos mais recentes. Além disso, diz-se que Crysis tem uma distância de alcance de até 16 kilometres (9,9 mi), enquanto Cube 2: Sauerbraten tem uma distância de visão potencialmente ilimitada, possivelmente devido ao tamanho maior do mapa. Grand Theft Auto V foi elogiado por sua distância de visão aparentemente infinita, apesar de ter um mapa grande e detalhado.